# Idioma serbio
El serbio es una de las variantes estándar del pluricéntrico idioma serbocroata. El serbio es hablado principalmente en Serbia, en donde es oficial, así como en los países de Bosnia y Herzegovina, Croacia, Montenegro, Macedonia del Norte y el Estado con reconocimiento limitado de Kosovo. Desde un punto de vista lingüístico, la mayoría de expertos sostienen que el serbio, el croata, el montenegrino y el bosnio no son sino cuatro variantes estandarizadas de un mismo idioma, el serbocroata, siendo las diferencias entre las variantes de tipo menor y existiendo una plena inteligibilidad mutua.

## Distribución geográfica
Con la forma estandarizada serbia se habla en la República de Serbia (incluyendo la región autónoma de Voivodina y Kosovo y Metojia). El mismo idioma con forma estandarizada croata se habla en la República de Croacia. Variantes intermedias entre ambas formas se hablan en Bosnia-Herzegovina (República Srpska) y Montenegro (en los últimos tiempos se trabaja en la elaboración de una forma estandarizada bosnia, y algunos también reclaman una forma estandarizada montenegrina).
El serbio es el idioma oficial de la República de Serbia, de Montenegro y de Bosnia-Herzegovina, siendo cooficial en la autoproclamada y con reconocimiento limitado de la República de Kosovo junto al albanés.

### Dialectos
Los principales dialectos del serbio son el štokavski y el torlački. La lengua literaria está basada en el dialecto štokavski.

## Fonología

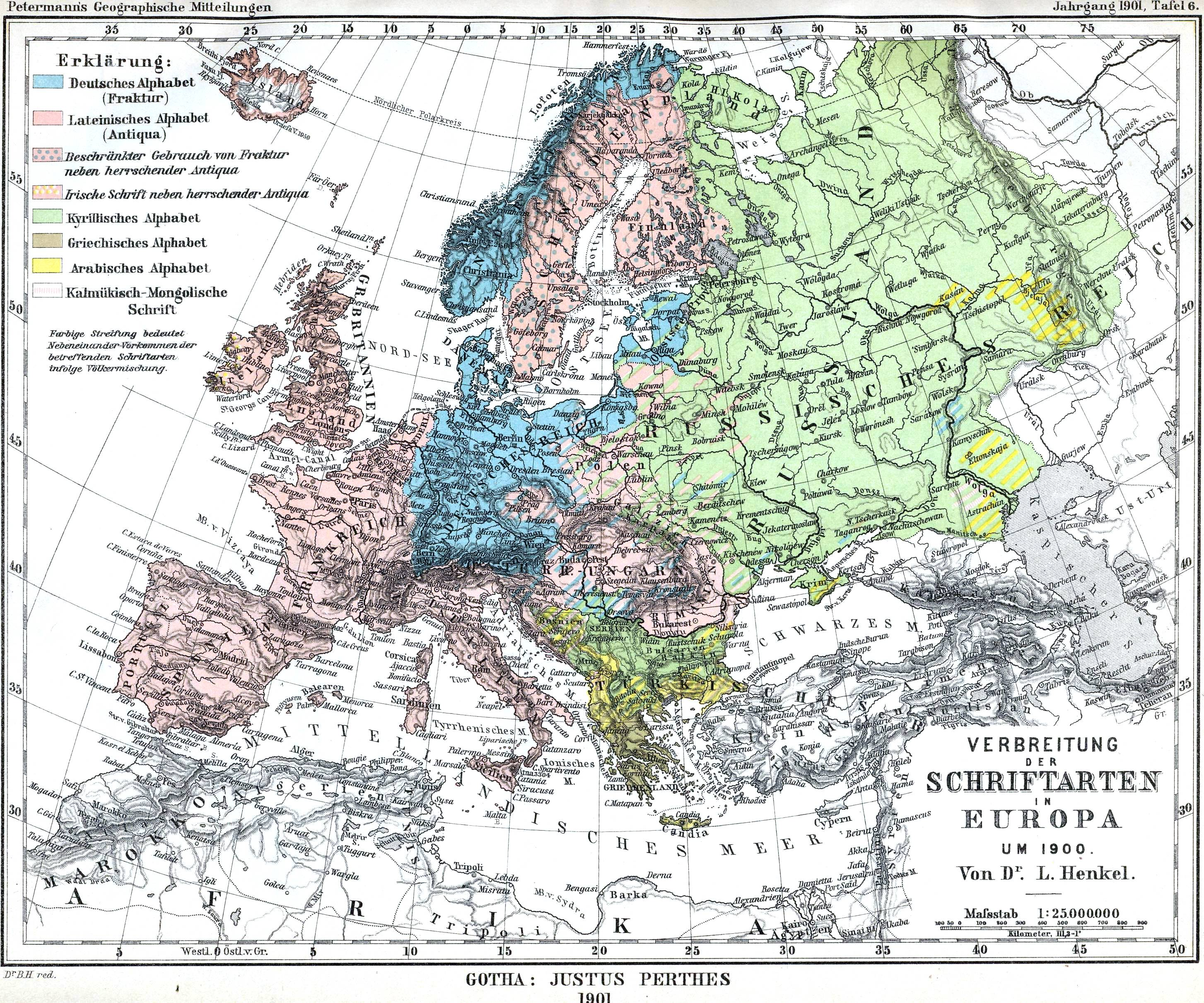
Alfabetos de Europa en 1901.

La mayoría de los sonidos del serbio tienen su correspondencia en español. Sin embargo, existen algunos sonidos que no están presentes de forma natural en el castellano (si bien en su mayoría son conocidos a través de otros idiomas). Estos sonidos son representados en alfabeto cirílico serbio: з, ш, ж, ђ, џ, ћ, љ; y en alfabeto latino: z, š, ž, đ, ǆ, ć, lj.

### Vocales
Las vocales del serbio son las mismas que en español (a, e, i, o, u). Se pronuncian prácticamente igual, si bien la e es un poco más abierta. Sin embargo, existe una diferenciación entre vocales cortas y largas.

## Gramática
En el serbio existen siete casos gramaticales: nominativo, genitivo, dativo, acusativo, vocativo, instrumental y locativo. Como en el resto de idiomas eslavos con sistema de casos, los adjetivos se declinan de forma ligeramente distinta a los sustantivos.
Se distinguen tres géneros gramaticales: masculino, femenino y neutro. Dentro del género masculino, se establece una distinción entre animado y no animado.
Hay dos números gramaticales: singular y plural.

## Sistema de escritura
El serbio puede ser escrito en dos alfabetos diferentes: cirílico serbio (ћирилица, ćirilica) y latino serbio (latinica). Ambos fueron oficiales en Yugoslavia. La escritura cirílica es la estipulada por la Constitución serbia de 2006, pero la escritura latina continúa ganando terreno como resultado de su popularidad entre la comunidad empresarial y la población urbana. Antes de 1945 los serbios no usaban el alfabeto latino oficialmente en su variante local. Fuera de los ámbitos religiosos y tradicionales, donde el cirílico tiene clara prominencia, ambos alfabetos son usados indistintamente, con igual frecuencia. Por ejemplo, paseando por las calles de Belgrado uno puede observar toda clase de carteles y rotulaciones escritos indistintamente en ambos alfabetos, si bien las señales de tráfico suelen estar en el alfabeto latino. En los billetes y monedas del dinar serbio aparecen ambos alfabetos.
En su forma escrita en alfabeto cirílico posee algunas adaptaciones con respecto al alfabeto de otros idiomas, como el ruso o el búlgaro.
La escritura basada en los alfabetos cirílico y latino es totalmente fonética, y a cada letra le corresponde un único e invariable sonido. La correspondencia entre el alfabeto latino adaptado al serbio y el cirílico adaptado al serbio es total, y es, como sigue; e incluye los diferentes detalles de la pronunciación según los caracteres del Alfabeto Fonético Internacional:
| Cirílico | А а | Б б | В в | Г г | Д д | Ђ ђ  | Е е | Ж ж | З з | И и | Ј ј | К к | Л л | Љ љ   | М м | Н н | Њ њ   | О о | П п | Р р | С с | Т т | Ћ ћ  | У у | Ф ф | Х х | Ц ц  | Ч ч  | Џ џ   | Ш ш |
| Latino   | A a | B b | V v | G g | D d | Đ đ  | E e | Ž ž | Z z | I i | J j | K k | L l | Lj lj | M m | N n | Nj nj | O o | P p | R r | S s | T t | Ć ć  | U u | F f | H h | C c  | Č č  | Dž dž | Š š |
| AFI      | /a/ | /b/ | /ʋ/ | /g/ | /d/ | /dʑ/ | /e/ | /ʒ/ | /z/ | /i/ | /j/ | /k/ | /l/ | /ʎ/   | /m/ | /n/ | /ɲ/   | /o/ | /p/ | /r/ | /s/ | /t/ | /tɕ/ | /u/ | /f/ | /x/ | /ts/ | /tʃ/ | /dʒ/  | /ʃ/ |

Sin embargo, el orden de ambos alfabetos es diferente.
- Orden cirílico (llamado aзбука, azbuka): А, Б, В, Г, Д, Ђ, Е, Ж, З, И, Ј, К, Л, Љ, М, Н, Њ, О, П, Р, С, Т, Ћ, У, Ф, Х, Ц, Ч, Џ, Ш
- Orden latino (llamado abeceda): A, B, C, Č, Ć, D, Dž, Đ, E, F, G, H, I, J, K, L, Lj, M, N, Nj, O, P, R, S, Š, T, U, V, Z, Ž

Las letras cirílicas Љ, Њ y Џ son representadas por dígrafos en el alfabeto latino. En los dígrafos, las letras siempre son escritas juntas (incluso en minúsculas) y también son ordenadas como una sola letra (por ejemplo, en el diccionario, ljubav, «amor», va antes que lopta, «bola»).

## Historia
Desde que los idiomas eslavos comenzaron a separarse y a divergir entre sí, la lengua de los serbios pasó por diversos estadios, que grosso modo pueden representarse como:
- Período de escritura glagolítica.
- Introducción de la escritura cirílica.
- Período paleo-eslavo de redacción serbia (final del siglo XII).
- Período de influencia rusa (primera mitad del siglo XVIII).

Se considera que el padre de la lengua serbia moderna fue el lingüista autodidacta Vuk Karaǆić (1787-1864). Impulsado por el esloveno Jernej Kopitar, destacado eslavista, y con su ayuda profesional, Karaǆić comenzó a recopilar obras artísticas populares y a trabajar en el primer manual de gramática serbia, que publicó en Viena en 1814 bajo el título de «Gramática del idioma serbio», y posteriormente escribió el primer diccionario serbio con gramática, que publicó en 1818.
Las reformas introducidas por Karaǆić encontraron una fuerte oposición en círculos conservadores, ya que elevaba la lengua popular a la categoría de lengua literaria, al tiempo que introducía nuevas letras en el alfabeto cirílico y eliminaba las que habían quedado obsoletas. Karaǆić hizo uso de un término propio de un lingüista alemán, que sería el famoso principio: «escribe como hablas, lee tal y como está escrito».
Estas reformas tuvieron su eco en Croacia con reformas similares introducidas por lingüistas como Ljudevit Gaj, quien también favoreció al mismo dialecto escogido por Karaǆić para su reforma: el dialecto neo-štokavski, de variante ijekavski, originario del este de Herzegovina. Gaj, al igual que Karaǆić y Kopitar, fue uno de los impulsores del llamado movimiento ilirio, más tarde yugoslavo (eslavo del sur), con el que se pretendían defender las identidades culturales y lingüísticas de los eslavos del sur, en oposición a los grandes imperios entre los cuales se hallaban divididos sus territorios: el Imperio austrohúngaro y el Imperio otomano.
El Acuerdo Literario de Viena de 1850 entre filólogos y literatos tanto serbios como croatas consolidó estas ideas sobre la incorporación del idioma popular al lenguaje literario, a la vez que unificó criterios sobre el lenguaje literario de ambas naciones, que pasaba a tener una forma común.
En 1960 se publicó la «Ortografía del idioma literario serbocroata o croatoserbio» sobre la base del Acuerdo de Novi Sad de filólogos serbios y croatas. Este acuerdo dejó de aplicarse con la independencia de Croacia de Yugoslavia en 1991. Desde entonces no existe ninguna Academia de la Lengua conjunta que regule el idioma, y se han iniciado procesos de divergencia en Serbia, Croacia y Bosnia-Herzegovina.

## Vocabulario
- Serbia: Србија, Srbija (Sŕbiya).
- Serbio: српски, srpski (sŕpski).
- Hola: здраво, zdravo (zdravo).
- Hasta luego: довиђења, doviđeǌa (dovidyeña).
- Gracias: хвала, hvala (jvala).
- Por favor: молим, molim (mólim).
- ¿Cómo estás?: како си?, Kako si? (kako si?).
- ¿Cómo está (usted)?: како сте?, Kako ste? (kako ste?).
- Bien: добро, dobro (dobro).
- Sí: да, da (da).
- No: не, ne (ne).
- ¡Se acabó!: Caд je крај (Sad je kray).
- Comprendo: разумем, razumem (razúmem).
- No comprendo: не разумем, ne razumem (ne razúmem).
- Mi amiga serbia: моja другарица српкиња, moja drugarica srpkiǌa (móia drugáritsa sŕpkiña).
- Te amo: волим тe, volim te (vólim te).